# Rumäniens U21-herrlandslag i fotboll
Rumäniens U21-herrlandslag i fotboll är ett landslag för rumänska fotbollsspelare. U21-landslagsspelare får vara 21 år gamla eller yngre vid den tidpunkt då ett kvalspel till en europeisk U21-turnering inleds. Vid själva turneringen får spelaren vara maximalt 23 år gammal. U21-landslagets största merit är en åttondeplats i U21-EM 1998 som spelades i Rumänien.

## Historia
Rumänien U21-landslag i fotboll bildades 1976 till följd av omgrupperingen av Uefas ungdomsturneringar. Rumäniens främsta merit är en åttondeplats i U21-EM 1998 som spelades på hemmaplan. Rumänien förlorade i kvartsfinal med 2-1 mot Holland U21. I kvalspelet till U21-EM 1998 vann Rumänien åtta raka matcher och placerade sig etta i sin kvalgrupp.

## Förbundskaptener
- Dumitru Dumitru (1990-1991)
- Sorin Cirtu (1993-1995)
- Aurel Ticleanu (1994-1995)
- Victor Piturca (1996-1998)
- Nicolae Manea (2001-2005)
- Ilie Dumitrescu (2002-2003)
- Emil Sandoi (2006–2013)
- Bogdan Stelea (2013-2014)
- Viorel Moldovan (2014)
- Mihai Teja (2014)
- Cristian Dulca (2015-)[2]

## Spelare

### Nuvarande spelartruppen
Följande spelare är uttagna till EM-kvalet mot Danmark U21 6 september 2016
| Nr | Pos. | Namn                 | Födelsedatum (ålder) | Matcher | Mål |               | Klubb              |
| -- | ---- | -------------------- | -------------------- | ------- | --- | ------------- | ------------------ |
|    | MV   | Valentin Cojocaru    | 1 oktober 1995       | 12      | 0   | Italien       | Crotone            |
|    | MV   | Laurențiu Brănescu   | 30 mars 1994         | 12      | 0   | Rumänien      | Dinamo București   |
|    |      |                      |                      |         |     |               |                    |
|    | F    | Deian Boldor         | 3 februari 1995      | 14      | 1   | Italien       | Bologna            |
|    | F    | Bogdan Țîru (Kapten) | 15 mars 1994         | 9       | 2   | Rumänien      | Viitorul Constanța |
|    | F    | Robert Hodorogea     | 24 mars 1995         | 9       | 1   | Rumänien      | Viitorul Constanța |
|    | F    | George Miron         | 28 maj 1994          | 7       | 0   | Rumänien      | Botoșani           |
|    | F    | Ionuț Nedelcearu     | 25 april 1996        | 6       | 1   | Rumänien      | Dinamo București   |
|    | F    | Iulian Cristea       | 17 juli 1994         | 5       | 0   | Rumänien      | Gaz Metan Mediaș   |
|    | F    | Vlad Olteanu         | 21 mars 1996         | 2       | 0   | Rumänien      | Dinamo București   |
|    |      |                      |                      |         |     |               |                    |
|    | MF   | Claudiu Bumba        | 5 januari 1994       | 17      | 3   | Israel        | Hapoel Tel Aviv    |
|    | MF   | Adrian Păun          | 1 april 1995         | 11      | 3   | Rumänien      | CFR Cluj           |
|    | MF   | Ovidiu Popescu       | 27 februari 1994     | 6       | 1   | Rumänien      | Steaua București   |
|    | MF   | Alexandru Ioniță     | 14 december 1994     | 5       | 2   | Rumänien      | Astra Giurgiu      |
|    | MF   | Andreas Calcan       | 9 april 1994         | 5       | 0   | Nederländerna | Willem II          |
|    | MF   | Ionuț Șerban         | 7 augusti 1995       | 4       | 0   | Rumänien      | Dinamo București   |
|    |      |                      |                      |         |     |               |                    |
|    | A    | Alexandru Tudorie    | 19 mars 1996         | 6       | 0   | Rumänien      | Steaua București   |
|    | A    | Doru Popadiuc        | 18 februari 1995     | 6       | 0   | Rumänien      | Voluntari          |
|    | A    | Daniel Popa          | 14 juli 1994         | 0       | 0   | Rumänien      | Dinamo București   |